# 요로이넨

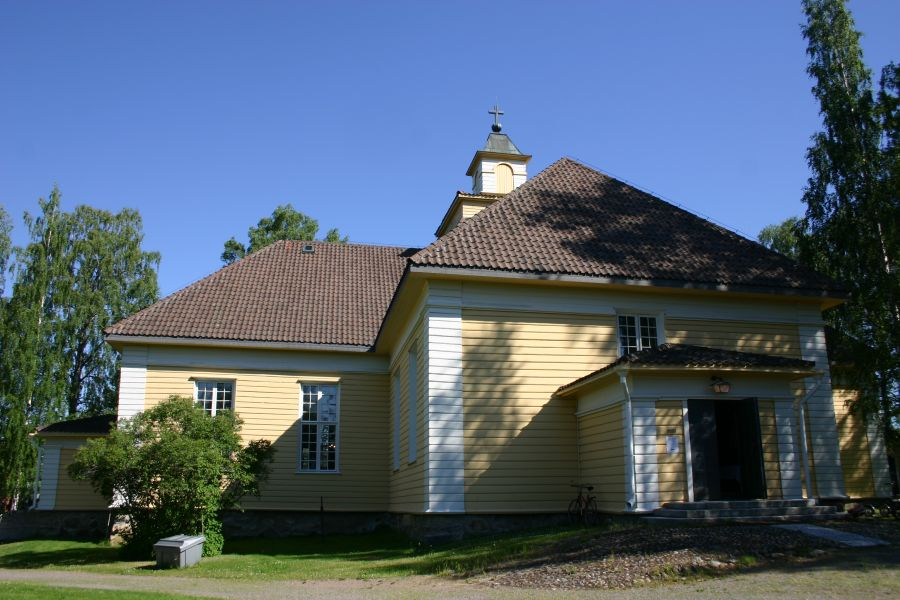
요로이넨 교회

요로이넨의 위치

요로이넨(핀란드어: Joroinen, 스웨덴어: Jorois 요로이스[*])은 핀란드 남사보 지역에 위치한 도시로 면적은 575.13km2, 인구는 5,117명(2016년 3월 31일 기준), 인구 밀도는 8.89명/km2이다.

시 문장